# IFA P2S
Der IFA P2S ist ein schwimmfähiger Geländewagen, der in der DDR für den militärischen Einsatz in der NVA und den Grenztruppen der DDR entwickelt wurde. Der Wagen ist eine Abwandlung des IFA P2M. Von ihm wurden nur 17 Exemplare  gebaut.

## Geschichte
Das Fahrzeug wurde im VEB Kraftfahrzeugwerk Audi Zwickau, der 1958 in den VEB Sachsenring Automobilwerke Zwickau eingegliedert wurde, entwickelt. Die seit 1990 oft zu findende Bezeichnung Sachsenring P2S rührt daher, dass der Motor des Fahrzeugs vom VEB Sachsenring Automobilwerke zugeliefert wurde.
Der P2S wurde in den wesentlichen Teilen zur gleichen Zeit wie der Geländewagen P2M entwickelt.
Der Motor ist ein Sechszylinder-Ottomotor, der OM 6-35, der in den 1950er-Jahren im ehemaligen Auto-Union-Werk Siegmar (früher Wanderer) in Chemnitz in Verantwortung der ehemaligen Wanderer-Motoren-Ingenieure Orth und Träger für die neu zu schaffende Fahrzeugfamilie P2M, P2S und P2L entwickelt worden war und der in ähnlicher Form auch im Sachsenring P 240 als OM 6-42,5 zum Einsatz kam.
Das Fahrzeug bot vier bis fünf Personen Platz. Die wasserdichte Schwimmwanne bestand aus einem blechbeplankten Stahlgerippe. Der Wannenaufbau bewirkte auch Änderungen an der Einzelradaufhängung. Die Spurweite vorn stieg von 1400 mm auf 1415 mm und die an der Hinterachse von 1400 mm auf 1420 mm. Im Wasser wurde der Wagen von einer Schiffsschraube angetrieben. Bei den meisten Erprobungsträgern war die Schraubenwelle fest eingebaut. Nur bei einigen wenigen Fahrzeugen ließ sich die Welle entkoppeln und hochklappen. Eine Lenzpumpe wurde über einen Riemenantrieb von der Schraubenwelle angetrieben. Bei den späteren Prototypen wurde die Lenzpumpe über den Motor angetrieben. Weitere Verbesserungen erhielt der Schraubenantrieb durch eine Rutschkupplung bei Überlast. Ein Wendegetriebe erlaubte auch die Rückwärtsfahrt im Wasser. Das Anlassen des Motors war über eine Kurbel möglich. Zum Ausbalancieren konnte der Kraftstoff über einen Mehrwegehahn zwischen den Tanks austariert werden. Die 100 l wurden beim P2S auf einen linken und rechten Tank aufgeteilt. Für das Anlanden kam ein selbstsperrendes Schneckengetriebe hinzu. Nach dem Anlanden oder Geländefahrt im weichen Sand konnte mit einem Luftkompressor der Luftdruck der Reifen auf den Sollwert gebracht werden. Der Endtopf des Auspuffs saß oberhalb der Wasserlinie auf dem Heckblech. Lediglich das Endrohr ragte noch bis unterhalb der Wasserlinie. Leichte Schwimmwagen P2S wurden auch bei verschiedenen Paraden der NVA öffentlich gezeigt. Die wenigen Fahrzeuge wurden anschließend bei der Pioniertruppe der NVA genutzt, und soweit bekannt, sind alle später verschrottet worden.

## Technische Daten
Alle Angaben gemäß.
| Fahrzeugtyp                                                                                        | P2S | |
| -------------------------------------------------------------------------------------------------- | --- | --- |
| Bauzeitraum                                                                                        | 1954–1962 | 1954–1962 |
| Motor                                                                                              | 6-Zylinder-4-Takt-Reihen-Vergaser-Motor OM6-35 (Graugussausführung) mit Trockensumpf-Umlauf-Schmierung, Wasserkühlung | 6-Zylinder-4-Takt-Reihen-Vergaser-Motor OM6-35 (Graugussausführung) mit Trockensumpf-Umlauf-Schmierung, Wasserkühlung |
| Hubraum                                                                                            | 2407 cm³ | 2407 cm³ |
| Bohrung × Hub                                                                                      | 78 mm × 84 mm | 78 mm × 84 mm |
| Vergaser                                                                                           | Flachstrom Geländevergaser HG 361-1 | Flachstrom Geländevergaser HG 361-1 |
| Verdichtung                                                                                        | 7,1 : 1 | 7,1 : 1 |
| Leistung                                                                                           | 48 kW (65 PS) bei 3500/min | 48 kW (65 PS) bei 3500/min |
| Drehmoment                                                                                         | 152 Nm bei 1250/min | 152 Nm bei 1250/min |
| Fahrzeuggetriebe                                                                                   | Zweischeiben-Trockenkupplung; Hinterradantrieb mit zuschaltbarer Vorderachse; unsynchronisiertes Viergang-Schaltgetriebe (I:3,84; II:2,15; III:1,25; IV:0,702; R:4,05) | Zweischeiben-Trockenkupplung; Hinterradantrieb mit zuschaltbarer Vorderachse; unsynchronisiertes Viergang-Schaltgetriebe (I:3,84; II:2,15; III:1,25; IV:0,702; R:4,05) |
| Verteilergetriebe                                                                                  | Drehmomentenverteilung durch Stirnrad-Planeten-Getriebe, mit Wechselgetriebe verblockt (Straße: 1,02; Gelände: 1,35) als nicht synchronisiertes 2-Gang-Getriebe mit zuschaltbarem Vorderachsantrieb (I: nur Hinterachsantrieb solo, II: Allradantrieb mit Zwischenachsausgleich, III: Allradantrieb mit gesperrtem Zwischenachsausgleich); Momentenverteilung VA:HA 36:64 %; Abtriebe für Schraubenwelle und Kompressor vom Verteilergetriebe aus; Achsantriebe v/h mit Gleason-Verzahnung (4,83) | Drehmomentenverteilung durch Stirnrad-Planeten-Getriebe, mit Wechselgetriebe verblockt (Straße: 1,02; Gelände: 1,35) als nicht synchronisiertes 2-Gang-Getriebe mit zuschaltbarem Vorderachsantrieb (I: nur Hinterachsantrieb solo, II: Allradantrieb mit Zwischenachsausgleich, III: Allradantrieb mit gesperrtem Zwischenachsausgleich); Momentenverteilung VA:HA 36:64 %; Abtriebe für Schraubenwelle und Kompressor vom Verteilergetriebe aus; Achsantriebe v/h mit Gleason-Verzahnung (4,83) |
| Vorder- und Hinterachse                                                                            | mit selbstsperrendem Schneckenrad-Differential-Getriebe; Radvorgelege als Stirnrad-Vorgelege am Rad angeordnet (1,437) | mit selbstsperrendem Schneckenrad-Differential-Getriebe; Radvorgelege als Stirnrad-Vorgelege am Rad angeordnet (1,437) |
| Gesamtübersetzung des Antriebsstrangs im 1. Gang (Wechselgetriebe) und Gelände (Verteilergetriebe) | 36,10 | 36,10 |
| Karosserie                                                                                         | Bootsförmige Ganzstahlkarosserie als Schwimmwanne in Spantenbauweise mit zwei Längsträgern | Bootsförmige Ganzstahlkarosserie als Schwimmwanne in Spantenbauweise mit zwei Längsträgern |
| Fahrwerk                                                                                           | Vorderradaufhängung: Einzelradaufhängung mit doppelten Dreiecksquerlenkern; Hinterradaufhängung: Schublenker längs | Vorderradaufhängung: Einzelradaufhängung mit doppelten Dreiecksquerlenkern; Hinterradaufhängung: Schublenker längs |
| Lenkung                                                                                            | Schnecke mit Rollfinger | Schnecke mit Rollfinger |
| Bremsen                                                                                            | Simplex-Trommel-Bremse, hydraulisch betätigt, Einkreis | Simplex-Trommel-Bremse, hydraulisch betätigt, Einkreis |
| Bereifung                                                                                          | 6.50-16 Geländeprofil; 4.5E 16 Felge | 6.50-16 Geländeprofil; 4.5E 16 Felge |
| Radstand                                                                                           | 2285 mm links; 2215 mm rechts | 2285 mm links; 2215 mm rechts |
| Maße L × B × H                                                                                     | 5100 mm × 1835 mm × 1860 mm | 5100 mm × 1835 mm × 1860 mm |
| Leergewicht (getankt):                                                                             | 1970 kg | 1970 kg |
| Zuladung                                                                                           | 440 kg | 440 kg |
| Höchstgeschwindigkeit                                                                              | 95 km/h bei Straßenfahrt, bis zu 10 km/h im Wasser | 95 km/h bei Straßenfahrt, bis zu 10 km/h im Wasser |
| Kraftstofftank                                                                                     | 2 × 50 Liter | 2 × 50 Liter |
| Stückzahl                                                                                          | 17 | 17 |

## Produktionszahlen P2S
Gesamtproduktion 17 Fahrzeuge von 1954 bis 1956. Von 1957 bis 1962 wurden diese Fahrzeuge stetig weiterentwickelt.
| Jahr      | 1954+1955 | 1956 | Summe |
| --------- | --------- | ---- | ----- |
| Stückzahl | 6         | 11   | 17    |